# Lecanicillium dimorphum
Lecanicillium dimorphum är en svampart som först beskrevs av J.D. Chen, och fick sitt nu gällande namn av Zare & W. Gams 2001. Lecanicillium dimorphum ingår i släktet Lecanicillium och familjen Cordycipitaceae.   Inga underarter finns listade i Catalogue of Life.